# Xïwaz Qaýırqızı Dospanova
Xïwaz Qaýırqızı Dospanova (in kazako Хиуаз Қайырқызы Доспанова?; in russo Хиуаз Каировна Доспанова?, Chiuaz Kairovna Dospanova; Ganûškino, 15 maggio 1922 – Almaty, 20 maggio 2008) è stata un'aviatrice e militare sovietica di origine kazaka. Era l'unica aviatrice kazaka a fare parte del 588º Reggimento bombardamento notturno, il reggimento aereo femminile dell'Unione Sovietica soprannominato Streghe della Notte. Per le sue azioni durante la guerra nel 2004 è stata insignita dell'onorificenza di Eroe nazionale del Kazakistan.

## Biografia

### Primi anni
Xïwaz Dospanova nacque il 15 maggio 1922 nel villaggio di Ganûškino nella regione di Atyrau, nel Kazakistan occidentale. Fin da bambina sognava di diventare una pilota, ammirando le imprese dei piloti militari sovietici. Si iscrisse così ad una scuola di volo locale e nel 1940 si diplomò alla scuola superiore e ottenne anche un brevetto da pilota.
Partì quindi per Russia e fece domanda per entrare all'Accademia aeronautica intitolata a Nikolaj Egorovič Žukovskij, ma la sua domanda venne respinta in quanto l'accademia ammetteva solo uomini. Dospanova ripiegò quindi sull'Istituto di Medicina, ma al termine del suo primo anno scoppiò la guerra.

### Carriera militare

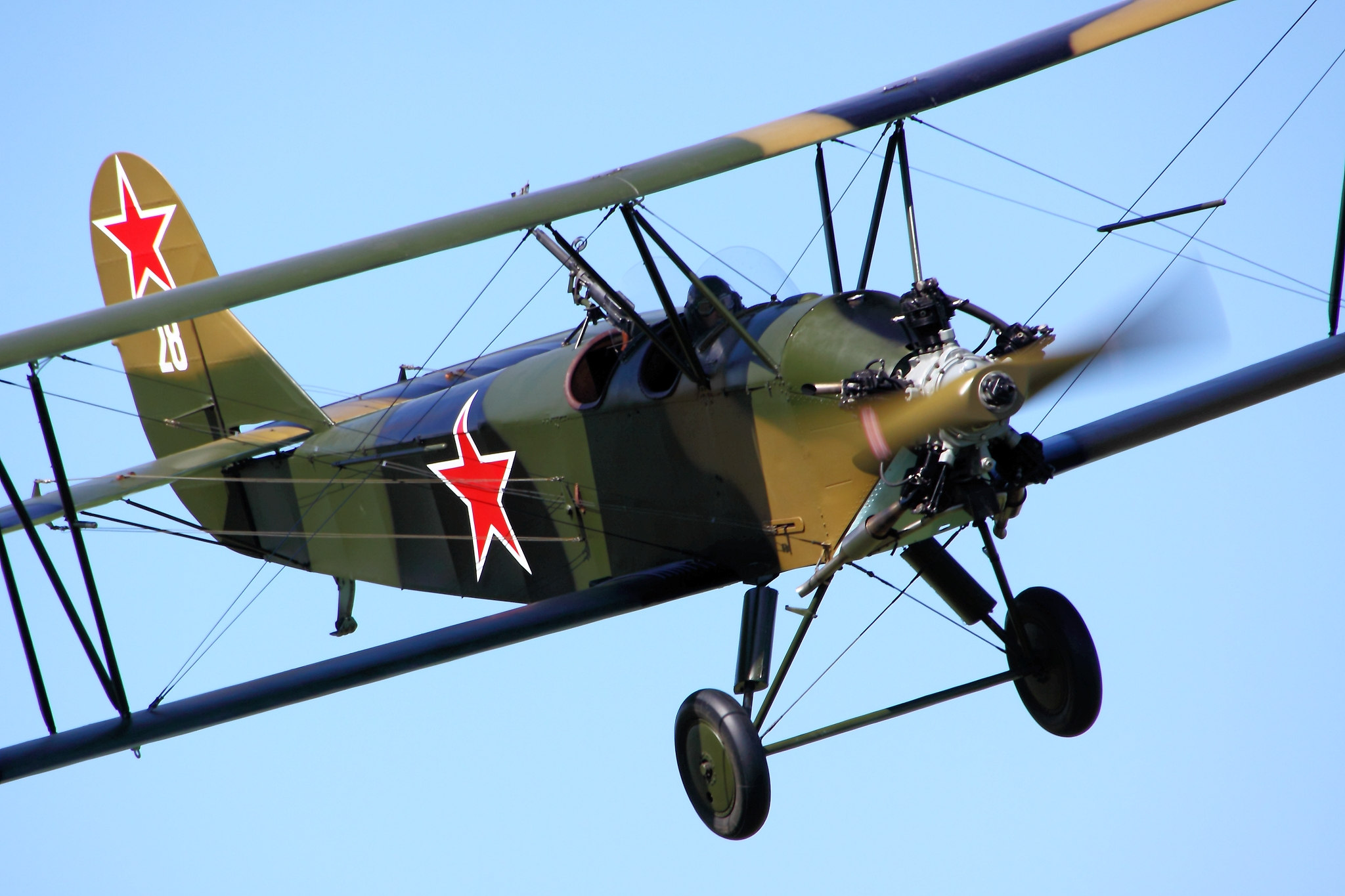
Un Polikarpov Po-2, aereo utilizzato dalle Streghe della Notte

Venne allora a conoscenza che la celebre pilota Marina Raskova era intenzionata a creare un gruppo femminile di piloti combattenti. Si iscrisse quindi alla scuola di aviazione vicino a Saratov dalla quale si diplomò pochi mesi dopo e nel maggio 1942 entrò a far parte del 588º Reggimento bombardamento notturno, che sarà dai tedeschi soprannominato Streghe della Notte, agli ordini del maggiore Evdokija Davidovna Beršanskaja.
Nelle Streghe della Notte Dospanova servì come navigatrice e cannoniere, compiendo oltre 300 sortite e raggiungendo il grado di primo tenente. La compagna di reggimento ed Eroe dell'Unione Sovietica Marina Pavlovna Čečneva le dedicò quindici pagine all'interno del suo libro "Compagne di combattimento". Dospanova partecipò a missioni di combattimento lungo il fronte meridionale, nel nord del Caucaso, in Transcaucasia, Ucraina e Bielorussia per le quali ricevette numerose onorificenze, tra cui l'Ordine della Stella rossa e l'Ordine della Guerra patriottica.
Una notte nel 1943 di ritorno da una missione l'aereo dove si trovano lei e la pilota Julia Paskova si scontrò in fase di atterraggio con il veicolo di Makogon e Svistunova. Le due occupanti dell'altro aereo morirono sul colpo e Julia Paskova poco dopo l'arrivo in ospedale. Dospanova riportò gravi fratture alle gambe e i medici passarono diversi giorni tentando di salvarle la vita. Nonostante le ferite alle gambe iniziassero a mostrare segni di gangrena il chirurgo decise di non amputarle. Dospanova sopravvisse all'incidente, anche se i postumi delle ferite non guarirono mai del tutto.
Ritornò al reggimento quando ancora indossava garze gessate e aveva bisogno di un bastone per camminare e per un certo periodo riprese a volare, anche se aveva bisogno di aiuto per entrare ed uscire dall'abitacolo. Rendendosi conto che in caso di incidente nelle sue condizioni non sarebbe riuscita ad uscire autonomamente dall'aereo, i suoi superiori le offrirono un posto a terra nel centro comunicazioni del reggimento.
Alla fine della guerra, nonostante la disabilità, Dospanova tornò in Kazakistan e partecipò attivamente alla vita pubblica del paese, aiutò a fondare un comitato distrettuale di un partito politico e venne eletta segretaria del comitato centrale del Giovani comunisti del Kazakistan. Nel 1951 venne eletta deputata nella Repubblica Socialista Sovietica Kazaka ma alla fine degli anni 1950 fu costretta a andare in pensione anticipata a causa del peggioramento delle proprie condizioni di salute.

## Riconoscimenti
Per le sue azioni di combattimento ricevette numerose onorificenze militari, tra cui l'Ordine della Stella rossa, l'Ordine della Guerra patriottica e le medaglie per la difesa del Caucaso, per la liberazione di Varsavia e per la vittoria contro la Germania.
Nel 2004 il presidente Nursultan Ábishuly Nazarbaev le ha conferito il titolo di eroe nazionale del Kazakistan, la massima onorificenza del paese.
Nel 2012 un aereo Embraer 190 della Air Astana è stato chiamato in suo onore e a lei è dedicato lo stadio di hockey su ghiaccio della città di Atyrau. Nel 2015 è stato proposto di intitolarle l'aeroporto internazionale di Atyrau.